# Determinismo histórico
El determinismo histórico es la creencia de que los acontecimientos de la historia están enteramente determinados o limitados por varias fuerzas previas y, por lo tanto, en cierto sentido, son inevitables. Es la visión filosófica del determinismo aplicada al proceso o dirección mediante la cual se desarrolla la historia. El determinismo histórico sitúa la causa del acontecimiento detrás del mismo.
El determinismo es un concepto que emergió en el siglo XIX. Su idea central sostiene que diversos factores influyen en la existencia humana, restringiendo así el ejercicio del libre albedrío. En el ámbito histórico, este enfoque postula que la historia posee un significado intrínseco. Cuando se utiliza de manera despectiva, se refiere a una visión finalista o mecanicista del desarrollo histórico, que presenta el futuro como un desenlace inevitable y preestablecido del pasado.